# Königskinder (2003)
Der Jugendfilm Königskinder ist ein deutsches Filmdrama aus dem Jahr 2003.

## Handlung
Die Jugendlichen Merle und Abel sind ein Liebespaar. Sie leben in einem kleinen Dorf in Norddeutschland. Abel träumt davon Stuntman in Hollywood zu werden, während Merle eine gute Schülerin ist. Sie steht kurz vor dem Abitur und möchte später studieren. Abels Vater ist Schleusenwärter. Er hält nichts von den Plänen seines Sohnes. Dieser soll nach seinem Willen ebenfalls Schleusenwärter werden. Nur Abels Mutter hat ein wenig Verständnis für den Jugendlichen. Merle lebt alleine mit ihrem Vater.
Nach einer Feier muss Merle sich übergeben. Einige Wochen später stellt sie fest, dass sie in der siebzehnten Woche schwanger ist. Es ist also schon zu spät für eine Abtreibung. Die beiden Jugendlichen beschließen, die Schwangerschaft zu verheimlichen. Abel erzählt seinen Eltern, dass er einen Stuntmankurs in Hamburg besuchen will. Dort könnte er dann ein Stipendium für eine Stuntmanschule in Los Angeles bekommen. Merle dagegen gibt an, in Hamburg einen Computerkurs zu besuchen.
Von den Eltern mit etwas Geld ausgestattet, kommen die Jugendlichen in Hamburg an. Das Geld reicht gerade für eine billige Unterkunft. Merle verkriecht sich im Hotelzimmer, während Abel mit Gelegenheitsjobs etwas Geld verdient. Die Zeit vergeht, und Merles Schwangerschaft wird immer sichtbarer. Nachdem dann ein Hotelgast Merle sich unsittlich genähert hat, wechseln sie erneut die Unterkunft.
Da Abel teilweise noch sehr kindlich ist, ist er mit der bevorstehenden Geburt überfordert. Von einer Geburt im Krankenhaus will Merle aber nichts wissen. Also holt Abel seinen Freund Oliver zu Hilfe. Dieser ist Sanitäter. Oliver bringt das Kind auf die Welt, während Abel draußen warten muss.
Merle sieht nach der Geburt nur einen Ausweg – die Babyklappe. Abel bringt das Kind dorthin. In der Babyklappe liegt ein Zettel, auf dem er einen Handabdruck des Babys macht. Dann legt er das Baby hinein und geht weg. Nachdem die Klappe geschlossen wurde, ist sofort ein Alarm ausgelöst worden, und es wird sich um das Baby gekümmert.
Wieder zuhause in ihrem Dorf scheint das Leben zunächst normal weiterzugehen. Doch Merle wird immer verschlossener. Da fährt Abel alleine wieder nach Hamburg zur Babyklappe und will das Kind zurückholen. Nachdem er von dort mit Merle telefoniert hat, bringen sie das Baby zu Merle.
Abel will eine Lehrstelle im Dorf annehmen, und seinen Traum vom Stuntman aufgeben. Merle übergibt ihm daraufhin schweigend ein Geschenk und geht weg, noch bevor er dies aufgemacht hat. Es ist ein Stadtplan von Los Angeles. Am nächsten Tag verlässt Abel heimlich sein Elternhaus und macht sich auf die Reise nach Amerika.
Ein paar Jahre später. Merle hat sich mit ihrem Kleinkind eingelebt im Dorf. Der Großvater des Jungen, der Schleusenwärter, gibt diesem eine Karte von seinem Vater. Doch das Kind lässt die Karte los, und sie fällt ins Wasser. Keiner hat gelesen, was Abel geschrieben hat. Aber Merle meint nur, irgendwann wird er mal wieder schreiben.